# 207013 Fischetti
207013 Fischetti è un asteroide della fascia principale. Scoperto nel 2004, presenta un'orbita caratterizzata da un semiasse maggiore pari a 2,521039 UA e da un'eccentricità di 0,154116, inclinata di 1,307995° rispetto all'eclittica.